# Dammsjön (Norbergs socken, Västmanland, 666379-151024)
Dammsjön är en sjö i Norbergs kommun i Västmanland och ingår i Norrströms huvudavrinningsområde. Sjön är 12,5 meter djup, har en yta på 0,135 kvadratkilometer och är belägen 150,6 meter över havet. Sjön avvattnas av vattendraget Svartån. Vid provfiske har gädda och mört fångats i sjön.

## Delavrinningsområde
Dammsjön ingår i det delavrinningsområde (666354-151226) som SMHI kallar för Ovan 666316-151237. Medelhöjden är 174 meter över havet och ytan är 11,31 kvadratkilometer. Det finns inga avrinningsområden uppströms utan avrinningsområdet är högsta punkten. Svartån som avvattnar avrinningsområdet har biflödesordning 2, vilket innebär att vattnet flödar genom totalt 2 vattendrag innan det når havet efter 205 kilometer. Avrinningsområdet består mestadels av skog (91 procent). Avrinningsområdet har 0,37 kvadratkilometer vattenytor vilket ger det en sjöprocent på 3,3 procent.